# Fredrik Rosencrantz
Fredrik Jakob Tage Ulfstand Rosencrantz, född 26 oktober 1879 i Benestads församling, Kristianstads län, död 15 april 1957 i Slottsstadens församling, Malmöhus län, var en svensk ryttare.

## Biografi
Fredrik Rosencrantz föddes 1879 på Örups slott i Benestads församling. Han var son till överstelöjtnant, kammarherren Holger Rosencrantz och Adele Sylvan. Rosencrantz blev 27 juni 1897 volontär vid Skånska dragonregementet och avlade 6 december samma år mogenhetsexamen i Stockholm. Han blev 25 juli 1898 sergeant och 26 september 1898 elev vid Krigsskolan. Rosencrantz blev 15 augusti 1899 fanjunkare och avlade 25 november 1899 examen vid Krigsskolan. Han blev 8 december 1899 underlöjtnant vid regementet, 4 december 1903 löjtnant och studerade 1908 vid riddarskolan i Tor di Quinto. Rosencrantz var 1911–1913 andre lärare vid ridskolan på Strömsholm och tilldelade 1912 Gustaf V:s olympiska medalj. År 1913–1914 studerade han vid kejserliga spanska hovridskolan i Wien och blev 10 oktober 1913 ryttmästare. Rosencrantz var 1916–1920 förste lärare vid ridskolan på Strömsholm och tilldelades 6 juni 1920 riddare av Svärdsorden. Han blev 30 september 1921 ryttmästare vid Smålands husarregemente och 4 juni 1926 på övergångsstat vid Livregementets husarer, samt avsked med regementets reserv 4 oktober 1929.

### Tävlingar
Som ryttare deltog Rosencrantz i de olympiska spel i hopp i Stockholm 1912 där han var med och vann guldmedaljen i laghoppning. Rosencrantz tävlade då för K 6 IF, Ystad. Han red senare dressyr och blev uttagen till dressyrlandslaget till olympiska spelen 1948, men ägaren till hästen sålde den strax innan. Han fungerade i många år som domare på Jägersro.

### Familj
Rosencrantz gifte sig 20 januari 1918 i Malmö med Elsa Mary Hallbäck (född 1889), dotter till konsulent Johan Teodor Hallbäck och Evy Matilda Ingeborg Nanny Rosentwist. Elsa Mary Hallbäck var tidigare gift med ryttmästaren friherre Christoffer Gyllenstierna af Lundaholm. Rosencrantz och Hallbäck fick tillsammans barnen Hans-Henrik Ulfstand Rosencrantz (född 1918) och Mogens Gunde Ulfstand Rosencrantz (född 1925).